# 侯祥麟
侯祥麟（1912年4月4日—2008年12月8日），男，广东揭阳人，生于广东汕头，中国化学工程学家、石油化工科学家，中国科学院、中国工程院资深院士。

## 生平
1931年毕业于沪江大学附属中学，1935年毕业于燕京大学化学系，考取中央研究院（上海）化学研究所研究生。1938年4月加入中国共产党。
1944年12月受党组织委派，自费留学美国，1945年至1948年就读于美国卡乃基理工学院化学工程系，并获博士学位。
1949年后，历任清华大学化工系教授兼燃料研究室研究员，中国科学院大连工业化学研究所研究员、代室主任，石油管理总局炼油处主任工程师，石油工业部生产技术司副司长，石油科学研究院副院长、院长，石油化工科学研究院副院长、代院长兼党委书记。
1978年4月起历任石油工业部副部长兼石油化工科学研究院院长。
2008年12月8日在北京逝世，享年96岁。

## 社会兼职
中国石油学会理事长，中国化工学会副理事长，中国石油化工总公司首席顾问、技术经济顾问委员会首席顾问，中国石油天然气总公司技术委员会副主任、高级顾问，世界石油大会中国国家委员会主任，第五、六、七届全国政协常务委员，国务院学位委员会委员，国家科委发明评选委员会副主任，国家自然科学基金委员会委员，中国科学技术发展基金会副理事长。

## 著作
主编和参加编辑了《中国炼油技术》、《中国页岩油工业》、《中国炼油技术新进展》（英文版）、《英汉石油大辞典》、《中国大百科全书·化工卷》等多部大型专著。